# Опроштајно писмо
Опроштајно писмо (тур. Veda Mektubu) турска је телевизијска серија, снимана 2023. године.
У Србији је емитовала Прва српска телевизија од 13. новембра 2023. до 16. фебруара 2024. године.

## Радња
Аланур (Нургул Јешилчај) и Зија (Селим Бајрактар) у младости су били лудо заљубљени једно у друго, али како се породице нису слагале, њих двоје су се удаљили и свако је пошао својим путем. Велика љубав прекинута је опроштајним писмом. Судбина је, међутим, наменила да се њих двоје, много година касније, поново сретну. Разлог сусрета је поново љубав, али сада између Аланурине ћерке Асли и Зијиног сина Мехмета.
Аланур ради као наставница у школи коју похађају и Асли и Мехмет, па је њихов сусрет и љубав на први поглед био судбински. Ту прича почиње да се одвија и сазнајемо да је Јијин супруга заправо прави разлог растанка Аланур и Зије.

## Улоге
| Глумац           | Улога         |
| ---------------- | ------------- |
| Нургул Јешилчај  | Аланур Јилдиз |
| Селим Бајрактар  | Зија Карли    |
| Рабија Сојтурк   | Асли Јилдиз   |
| Емре Кивилџим    | Мехмет Карли  |
| Бену Јилдиримлар | Сехер Карли   |
| Хазар Мотан      | Бесте         |
| Хакан Карсак     | Невзат        |
| Уму Путгул       | Фериде        |
| Ханде Еламан     | Хатиџе        |
| Ахмет Кајнак     | Мелих Гунгор  |
| Елиф Чакман      | Зухре         |
| Керем Алп Кабул  | Селчук        |
| Асја Касап       | Дерин         |
| Елис Услусој     | Мине          |
| Дениз Алтан      | Фатош         |
| Елена Вијунова   | Кети          |
| Огузхан Шенер    | Хакан         |

## Епизоде
| Сезона | Сезона | Епизоде | Епизоде | Емитовање у Турској | Емитовање у Турској | Емитовање у Турској | Емитовање у Србији | Емитовање у Србији | Емитовање у Србији |
| Сезона | Сезона | Турска  | Србија  | Премијера           | Финале              | Мрежа               | Премијера          | Финале             | Мрежа              |
| ------ | ------ | ------- | ------- | ------------------- | ------------------- | ------------------- | ------------------ | ------------------ | ------------------ |
|        | 1.     | 24      | 70      | 27. фебруар 2023.   | 21. август 2023.    |                     | 13. новембар 2023. | 16. фебруар 2024.  |                    |